# NGC 4305
NGC 4305 (другие обозначения — UGC 7432, MCG 2-32-13, ZWG 70.31, VCC 522, KCPG 333A, PGC 40030) — спиральная галактика (Sa) в созвездии Дева. Открыта Джоном Гершелем в 1829 году.
Галактика входит в скопление Девы. Средний (взвешенный со светимостью) возраст звезд центрального региона галактики составляет 1,7-1,9 миллиарда лет. Внешние регионы старше. Небольшая дисперсия возрастов центрального региона может указывать на то, что основную роль в эволюции галактики играл внешний фактор. Если это действительно так, то галактика не была захвачена скоплением недавно, а провела внутри него как минимум 2 миллиарда лет (или одно время пересечения скопления).
Этот объект входит в число перечисленных в оригинальной редакции «Нового общего каталога».